# Neununddreißig Artikel
Die Neununddreißig Artikel sind historische Glaubensaussagen des anglikanischen Bekenntnisses. Sie sind nicht als umfassende und vollständige Glaubensgrundsätze der Konfession zu verstehen, sondern stellen die Position der Kirche von England zu jener Zeit in der Auseinandersetzung mit der römisch-katholischen Kirche und dem Calvinismus dar.

## Entstehung

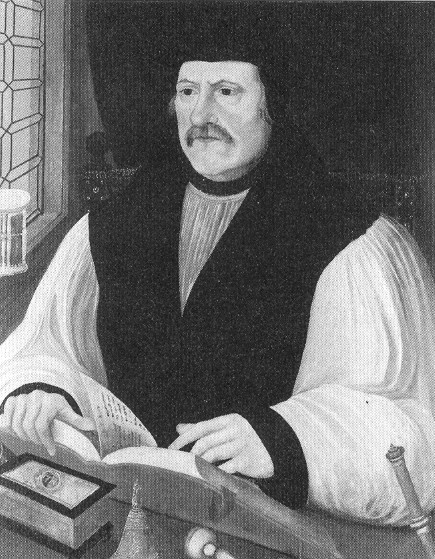
Matthew Parker, Erzbischof von Canterbury

Die Neununddreißig Artikel wurden unter Leitung des Erzbischofs von Canterbury, Matthew Parker, im Jahr 1563 in der Provinzialsynode (Convocation) von Canterbury zusammengestellt. Sie wurden noch bis 1571 weiter bearbeitet, in diesem Jahr von Königin Elisabeth I. unterzeichnet und vom Parlament als verbindlich beschlossen.

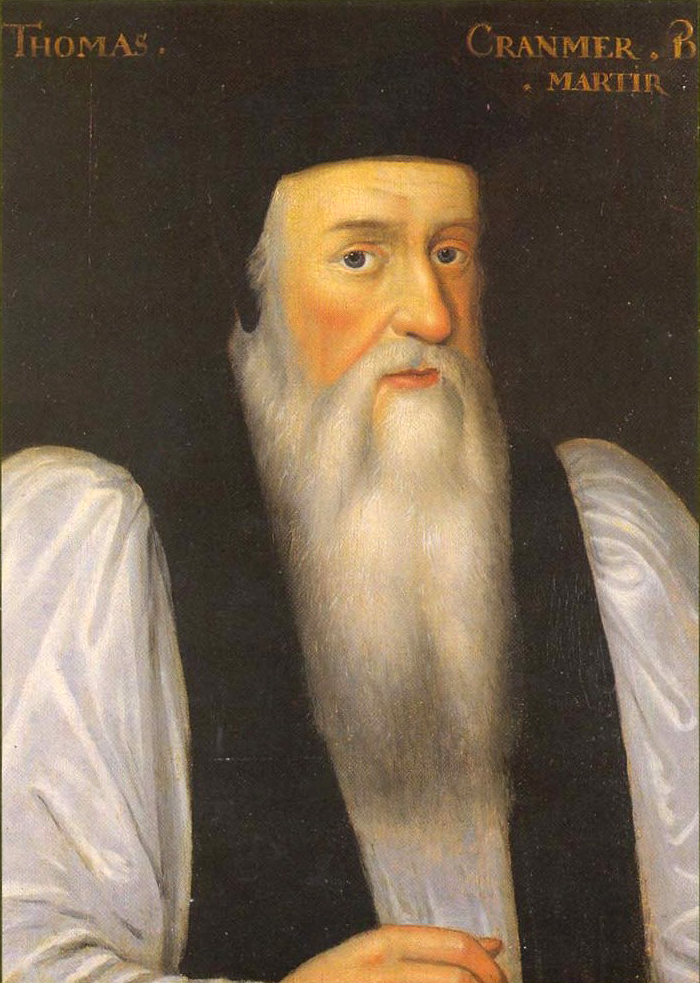
Thomas Cranmer, Hauptautor der Zweiundvierzig Artikel

Sie basieren auf den Zweiundvierzig Artikeln, die 1552 von Thomas Cranmer federführend vorgestellt und unter Edward VI. ein Jahr später in Kraft gesetzt wurden. Sie finden sich im Book of Common Prayer und anderen anglikanischen Gebetbüchern. Niedere und hohe Amtsträger der Kirche von England mussten einen Eid leisten, dass das, was in den Artikeln gesagt wird, mit dem Wort Gottes übereingeht. Dieser Eid wird von anderen anglikanischen Gliedkirchen nicht mehr verlangt. Seit 1865 ist auch in der Kirche von England eine allgemeine Einverständniserklärung der Kleriker ausreichend, die die Ablehnung oder kritische Befassung mit einzelnen Glaubensartikeln ermöglichte. Die Erstellung der Neununddreißig Artikel wurde notwendig, da zur Zeit ihrer Entstehung keine Einigung über das Verhältnis der Anglikaner zum Protestantismus zu erreichen war. Angesichts der Gefahr einer Spaltung der Kirche einigte man sich darauf, positiv zu formulieren, woran deren Mitglieder glauben.

## Inhalt
Artikel I–V: Das Wesen des Glaubens. Die ersten fünf Artikel artikulieren die katholischen Glaubensprinzipien bezüglich der Natur Gottes, die sich in der Heiligen Dreieinigkeit darstellt.

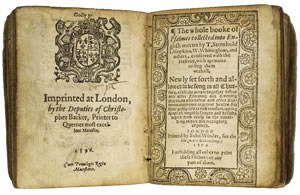
Das Book of Common Prayer enthält auch die Neununddreißig Artikel.

Artikel VI und VII: Die Grundlagen des Glaubens. Sie befassen sich mit der Bibel, während Artikel VIII die wesentlichen Glaubensgrundsätze beschreibt.
Artikel IX–XVIII: Das Glaubensleben. Diese Artikel gehen auf die Themen der Sünde, Rechtfertigung und der ewigen Verfügung der Seele näher ein. Ein besonderer Schwerpunkt ist das Hauptwandlungsthema der Rechtfertigung durch den Glauben. Diese und die weiteren Artikel dieser Abteilung zeigen die Anglikanische Kirche auf dem Mittelweg einer Bewegung der Erlösung zwischen Katholizismus und Protestantismus, in dem gute Werke ein Ergebnis des Glaubens und der Arbeit der Kirche und für die Sakramente sind.
Artikel XXIX–XXXI: Die gemeinschaftliche Natur des Glaubens. Diese Artikel konzentrieren sich auf das Auftreten des Glaubens und der Kirche in der Öffentlichkeit – die Kirche als Institution und ihre Gremien, die Berufung, das Amt und die sakramentale Theologie.
Die Artikel XXXII–XXXIX betreffen den Zölibat, den Umgang mit Exkommunizierten, die Traditionen der Kirche und das Verhältnis zum Staat.

## Adaption der Neununddreißig Artikel

John Wesley, Mitbegründer der methodistischen Bewegung

Außerhalb der Kirche von England gibt es unterschiedliche Auffassungen zu den Neununddreißig Artikeln. Die Episkopalkirche der Vereinigten Staaten von Amerika, die 1801 eine angepasste Fassung in Gebrauch nahm, betrachtet die originale Version als historisches, aber für ihre Mitglieder nicht verbindliches Dokument.
Bereits früher hat John Wesley, der Gründer der Methodistischen Kirche, eine veränderte Fassung propagiert, die bis heute als Articles of Religion offizielles Dokument der Methodisten ist.
Im Jahr 1771 setzten sich eine Reihe englischer Nonkonformisten und Reformer wie zum Beispiel die Theologen Theophilus Lindsey und Francis Blackburne mit einer Petition für eine Befreiung der Studenten und Pastoren der Church of England von der Unterzeichnungspflicht der Neununddreißig Artikel ein, stattdessen forderten sie die Bibel als Protestanten eigenständig auslegen zu dürfen. Die Petition wurde schließlich von 250 Persönlichkeiten unterzeichnet, jedoch im Februar 1772 vom Parlament zurückgewiesen. In Konsequenz trat der antitrinitarisch orientierte Theophilus Lindsey aus der anglikanischen Kirche aus und wurde zum Begründer des englischen Unitarismus.
Im 19. Jahrhundert versuchte John Henry Newman, bevor er zum Katholizismus konvertierte, zu zeigen, dass der Gegensatz der Neununddreißig Artikel zum katholischen Glaubensbekenntnis geringer ist, als verbreitet vertreten wurde.